# Xysticus latitabundus
Xysticus latitabundus is een spinnensoort uit de familie van de krabspinnen (Thomisidae).
De wetenschappelijke naam van de soort werd in 1995 gepubliceerd door Dmitri Viktorovich Logunov.